# 康帕涅莱布洛奈
康帕涅莱布洛奈（法語：Campagne-lès-Boulonnais，法語發音：[kɑ̃paɲ lɛ bulɔnɛ]）是法国上法蘭西大區加来海峡省的一个市镇，属于蒙特勒伊区。

## 地理
康帕涅莱布洛奈（50°36'46"N, 1°59'51"E）面积13.28 平方千米，位于法国上法蘭西大區加来海峡省，该省份为法国北部沿海省份，西北濒北海，南至索姆省，东临北部省。
与康帕涅莱布洛奈接壤的市镇（或旧市镇、城区）包括：沃德兰盖姆、勒丹冈、蒂扬布罗讷、艾克斯昂埃尔尼、布尔特、埃尔尼。
康帕涅莱布洛奈的时区为UTC+01:00、UTC+02:00（夏令时）。

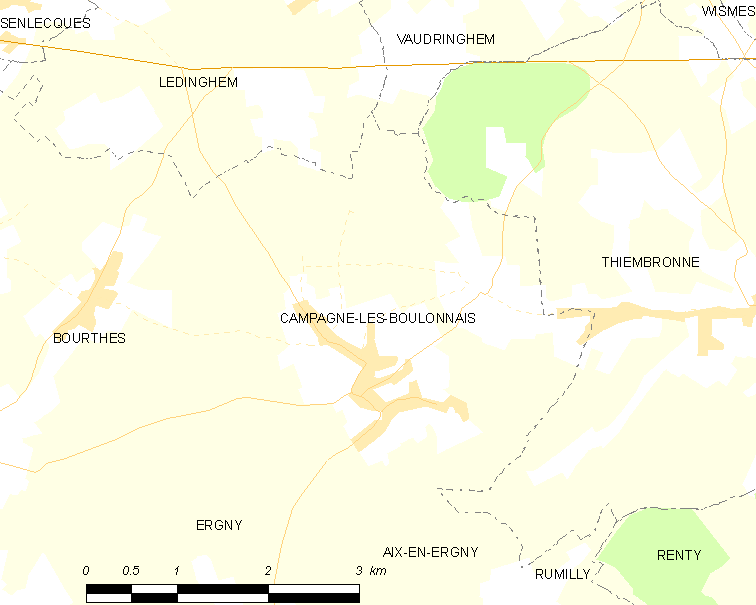
康帕涅莱布洛奈的OSM定位图

## 行政
康帕涅莱布洛奈的邮政编码为62650，INSEE市镇编码为62202。

## 政治
康帕涅莱布洛奈所属的省级选区为兰布尔县。

## 人口

1962-2008年间康帕涅莱布洛奈人口变化图示

康帕涅莱布洛奈于2022年1月1日时的人口数量为675人。